# یواس‌ان‌اس شیرواتر (تی-ای‌جی-۱۷۷)
یواس‌ان‌اس شیرواتر(تی-ای‌جی-۱۷۷) (به انگلیسی: USNS Shearwater (T-AG-177)) یک کشتی بود که طول آن ۱۶۵ فوت (۵۰ متر) بود. این کشتی در سال ۱۹۴۵ ساخته شد.